# Tyanny Santos
Tyanny Santos (Caracas, Venezuela, 14 de septiembre de 1982) es una actriz, animadora y bailarina retirada del mundo del espectáculo, es conocida por el programa infantil El club de los tigritos y Rugemania.

## Carrera
Tyanny comenzó como artista con "Los Min Pops" en Super Sábado Sensacional. En 1994, Tyanny fue seleccionada como presentadora, comediante, bailarina, cantante y actriz en "El Club De Los Tigritos". Tyanny actuó junto a Estefanía López, Roxana Chacón, Yorgelys Delgado, Jefferson Pinedo, Lourdes Martínez y Jalymar Salomón y Wanda D'Isidoro. 
En 1994 fue elegida como una de las anfitrionas de "El Club de los tigritos". Ella fue una de las "Fab 4" con Estefanía López, Roxana Chacón y Yorgelys Delgado. Ella fue la última de las Fab 4 en "El Club de los tigritos". Ella dejó el programa en julio de 1999.

## Vida familiar
Tyanny está casada y el 30 de octubre de 2020 tuvo su primer hijo, actualmente vive en California, Estados Unidos.

### Televisión
- Los mini Pops (1988)
- La isla de Los Tigritos (1993)
- Sábado gigante (1994)
- El club de los tigritos (1994)
- De sol a sol (1996)
- Jugando a ganar (1998)
- Rugemania (1999)
- El super club de los tigritos (1999)
- El poder de géminis (1999)